# Grind 'Em All
Grind 'Em All är en EP av det amerikanska death metal-bandet The Black Dahlia Murder, utgivet 2014 av skivbolaget A389 Recordings.  EP:n är en singel-sidad 7" vinyl-skiva med cover-låtar.

## Låtlista
1. "Ripped Up" (Left for Dead-cover) – 1:10
2. "Rebel Without a Car" (Sedition-cover) – 0:45
3. "Populous" (Gyga-cover) – 1:26

## Medverkande
Musiker (The Black Dahlia Murder-medlemmar)
- Trevor Strnad – sång
- Brian Eschbach – basgitarr, gitarr
- John Kempainen – gitarr
- Zach Gibson – trummor

Produktion
- Andreas Magnusson – ljudtekniker, ljudmix
- Eric Rachel – ljudmix
- Alan Douches – mastering
- Szymon Siech – omslagsdesign, omslagskonst